# Scratch (cykling)

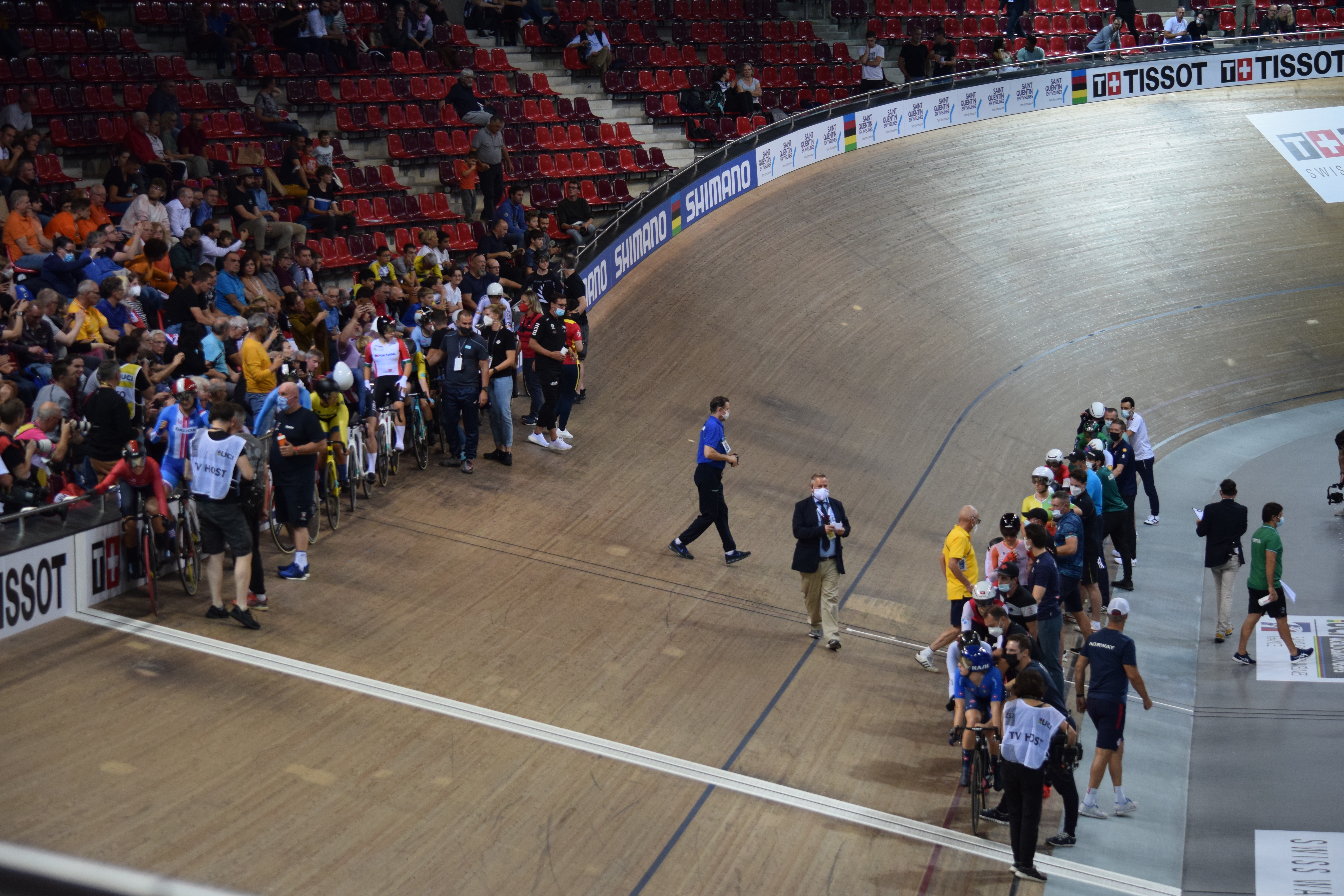
Inför starten av damernas scratchlopp vid världsmästerskapen 2022. De som står längs banans ytterkant håller sig i räcket, medan de som står längs innerkanten får stöd av en medhjälpare.

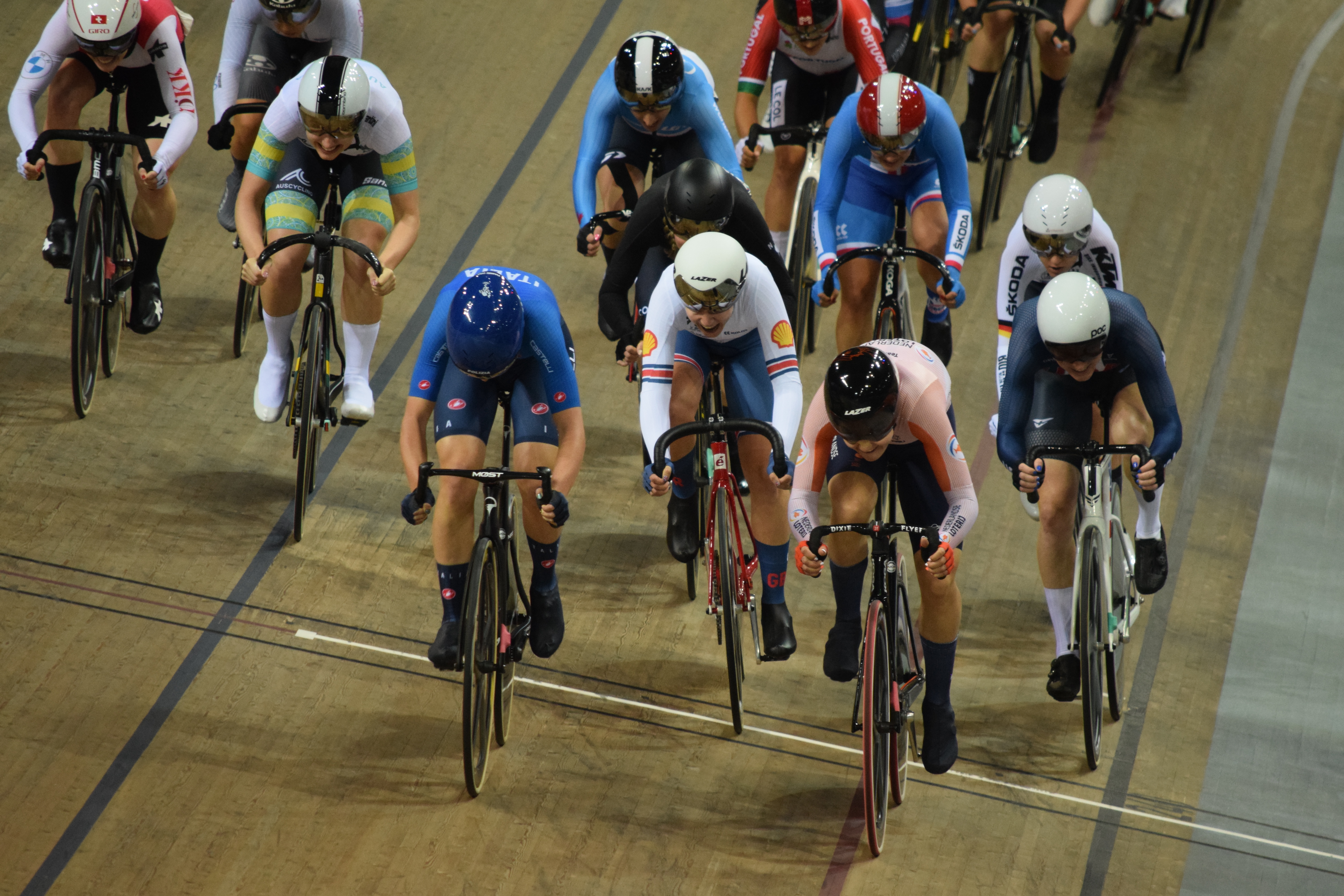
Några meter före målgången vid samma lopp som på bilden ovan (Martina Fidanza, ITA (i blått), vinner före Maike van der Duin, NED (i skärt), och Jessica Roberts, GBR (i vitt).

Scratch är en tävlingsform inom bancykling där deltagarna har gemensam start och den ordning i vilken de passerar mållinjen efter en fastställd körsträcka (det vill säga ett förutbestämt antal varv) avgör resultatet. Vid mästerskap är sträckan 15 km för herrar och 10 km för damer (60 respektive 40 varv på en velodrom vars varvlängd är 250 m) till och med 2024, från den 1 januari 2025 kör både herrar och damer 10 km.
Vid starten står hälften av deltagarna på en rad längs banans ytterkant och den andra hälften på en rad längs dess innerkant. Därefter cyklar hela fältet ett neutraliserat varv, efter vilket loppet startar. Om antalet deltagare överstiger banans kapacitet hålls kvalificeringsheat, vilka är hälften så långa till och med 2024 (således kör herrar 7,5 km och damer 5 km, det villl säga 30 respektive 20 varv). Från den 1 januari 2025 är kvalheaeten 7,5 km för båda könen.
Ett normalt scratch-lopp tillgår så att ryttarna kör runt i en samlad klunga, men av och till försöker en eller några deltagare göra en utbrytning och köra in ett varv på klungan. En bit in i loppet kan således en del av deltagarna ha kört olika antal varv och loppet blir då lite rörigt att följa. Om en deltagare släpar efter så pass att denne blir upphunnen av loppets huvudklunga skall denne omedelbart utgå (med mindre än att han/hon har varv "tillgodo" på klungan). 
Tävlingsformen lämpar sig för uthålliga spurtare och många som är framgångsrika inom scratch, har ofta även framångar på landsväg. Ett exempel är Elia Viviani som tagit VM-silver i scratch (2011) och blivit europamästare i linjelopp (2019).
Scratch är en av de fyra delgrenarna i omnium, men distansen är här 10 km för herrar och 7,5 km för damer till och med 2024, från den 1 januari 2025 kör båda könen 10 km även i omnium.
Scratch har ingått som gren i världsmästerskapen sedan 2002, men körs ej vid Olympiska spel (annat än som delgren i omnium).